# Henrich Ravas
Henrich Ravas (ur. 16 sierpnia 1997 w Senicy) – słowacki piłkarz, występujący na pozycji bramkarza. Od 2024 zawodnik Cracovii.